# ديلي موشن
ديلي موشن (Dailymotion) هو موقع ويب شهير متخصص بمشاركة الفيديو، يعتبر منافس ليوتويب، يسمح للمستخدمين برفع ومشاهدة ومشاركة مقاطع الفيديو بشكل مجاني.
في نوفمبر 2012 احتل الموقع المرتبة 31 لأكثر المواقع زيارة في العالم بحجم زائرين يصل إلى 116 مليون زائر في الشهر.

## تاريخ الموقع
في مارس 2005 أنشأ بنجامين بيجابم وأوليفر بوتريه موقع دايلى موشن من غرفة معيشة شقة سكنية في باريس. استمر الموقع في النمو حتى أصبح واحد من أشهر مواقع مشاركة الفيديو حول العالم.

## اللغات
تتوفر اللغات أكثر من 36 لغة في كل بلد يتكلم بلغة البلدان، وكان من بينها اللغة العربية واللغة الفرنسية في تونس والمغرب ونحو ذلك.

## برنامج الناشرين للربح
مثل موقع يوتيوب يسمح دايلي موشن لرافعي الفيديوهات أن يحققوا أرباح من المشاهدات عن طريق برنامج الناشرين المعروف باسم Dailymotion Publisher Network

## وصلات خارجية
- الموقع الرسمي